# Madoryx bubastus
Espèce
Madoryx bubastus est une espèce d'insectes lépidoptères (papillons) de la famille des Sphingidae, de la sous-famille des Macroglossinae et du genre Madoryx.

## Répartition et habitat
Répartition
Il se trouve en Amérique centrale (y compris le Costa Rica et le Guatemala ) et en Amérique du Sud, y compris en Guyane et au  Venezuela ; au sud au moins en Bolivie et en Argentine.

## Description
L'envergure est 92-120 mm. La face dorsale du corps et des ailes sont grises avec des taches vert-olive. Il y a une petite tache discale arrondie ou ovale sur le dessus de l'aile antérieure argent métallisé.

## Biologie
Les adultes volent toute l'année.
Les chenilles se nourrissent de Guettarda macrosperma. Le dernier stade de développement de la chenille est de couleur crème avec des marbrures brun foncé et noires sur le dos et les côtés. 
La nymphose a lieu dans une chrysalide brun-rouille foncé qui incorpore des feuilles.

## Systématique
- L'espèce Madoryx bubastus a été décrite par l'entomologiste Pieter Cramer en 1777, sous le nom initial de Sphinx bubastus.

### Synonymie
- Sphinx bubastus Cramer, 1777 Protonyme
- Madoryx lyncus Boisduval, 1875
- Aleuron bubastus butleri Kirby, 1877

### Taxinomie
Liste des sous-espèces
- Madoryx bubastus bubastus
- Madoryx bubastus butleri (Kirby, 1877) (Mexique, Guatemala et Belize)